# Gran Boicot Americà

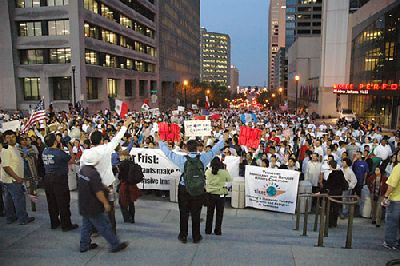
Protestes a Nashville, TN

El Gran Boicot Americà de 2006, conegut en castellà com El Gran Paro Americano (La Gran Vaga Americana), era un boicot a escala nacional i vaga general d'escoles i negocis dels Estats Units l'1 de maig del 2006. La data s'elegí per coincidir amb el primer de maig, una festa del Moviment del Treball Internacional malgrat el fet que el primer de maig no se celebri als Estats Units a causa de la seva associació amb el socialisme i el comunisme. Com a continuació de les protestes del 2006 per la reforma de la immigració dels Estats Units, els organitzadors pregaren als seguidors abstenir-se de comprar, de vendre, de treballar, d'anar a escola, per demostrar l'impacte del treball il·legal dels immigrants a l'economia del país. Els seguidors del boicot es concentraven a les ciutats més importants dels Estats Units per demanar programes d'amnistia i legalització generals pels no ciutadans que hi resideixen il·legalment. Per aquesta raó, també s'esmenta el dia com a Dia Sense Immigrants, una referència a la pel·lícula mexicana, Un dia sense mexicans, en anglès, del 2004 de sàtira política.